# Trofeo Robert V. Geasey
El Trofeo Robert V. Geasey (en inglés, Robert V. Geasey Trophy) es un premio otorgado al baloncestista universitario más destacado de la Philadelphia Big 5, una asociación informal de programas deportivos universitarios en Filadelfia (Pensilvania). No es un premio MVP ni representa al jugador más valorado de toda la liga regular; el premio es simplemente entregado al jugador más destacado en los partidos jugados durante la temporada en la Big 5. El premio fue creado en 1956 y es entregado por el Herb Good Basketball Club. Los miembros de la Philadelphia Big 5 son las universidades de La Salle, Pensilvania, Saint Joseph's, Temple y Villanova.

## Ganadores

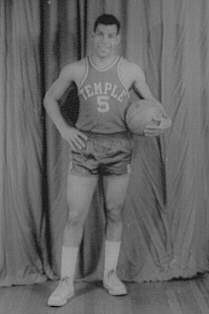
Guy Rodgers ganó el premio en tres ocasiones con Temple.

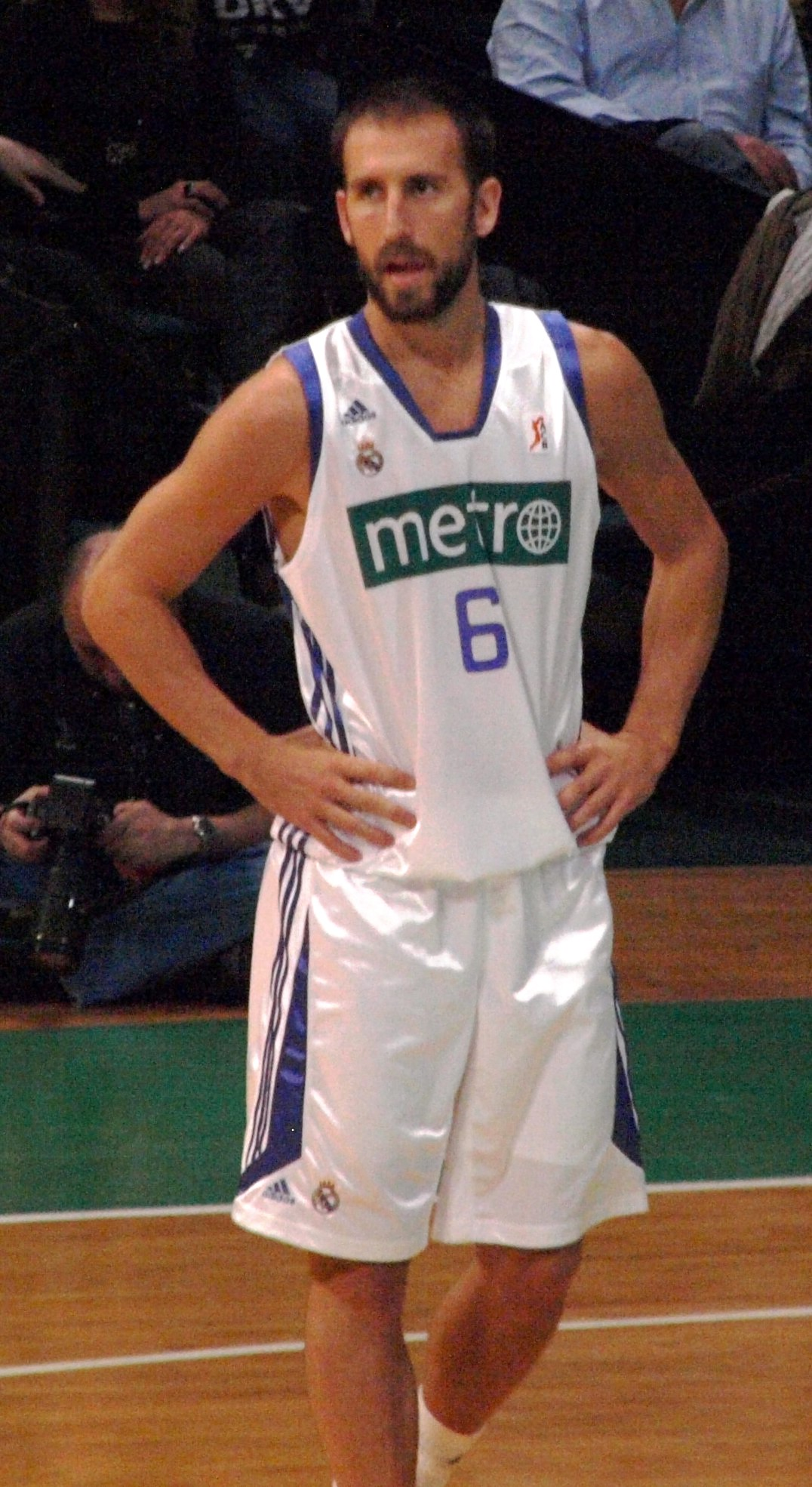
Pepe Sánchez ganó el premio en 1999 y 2000 con Temple.

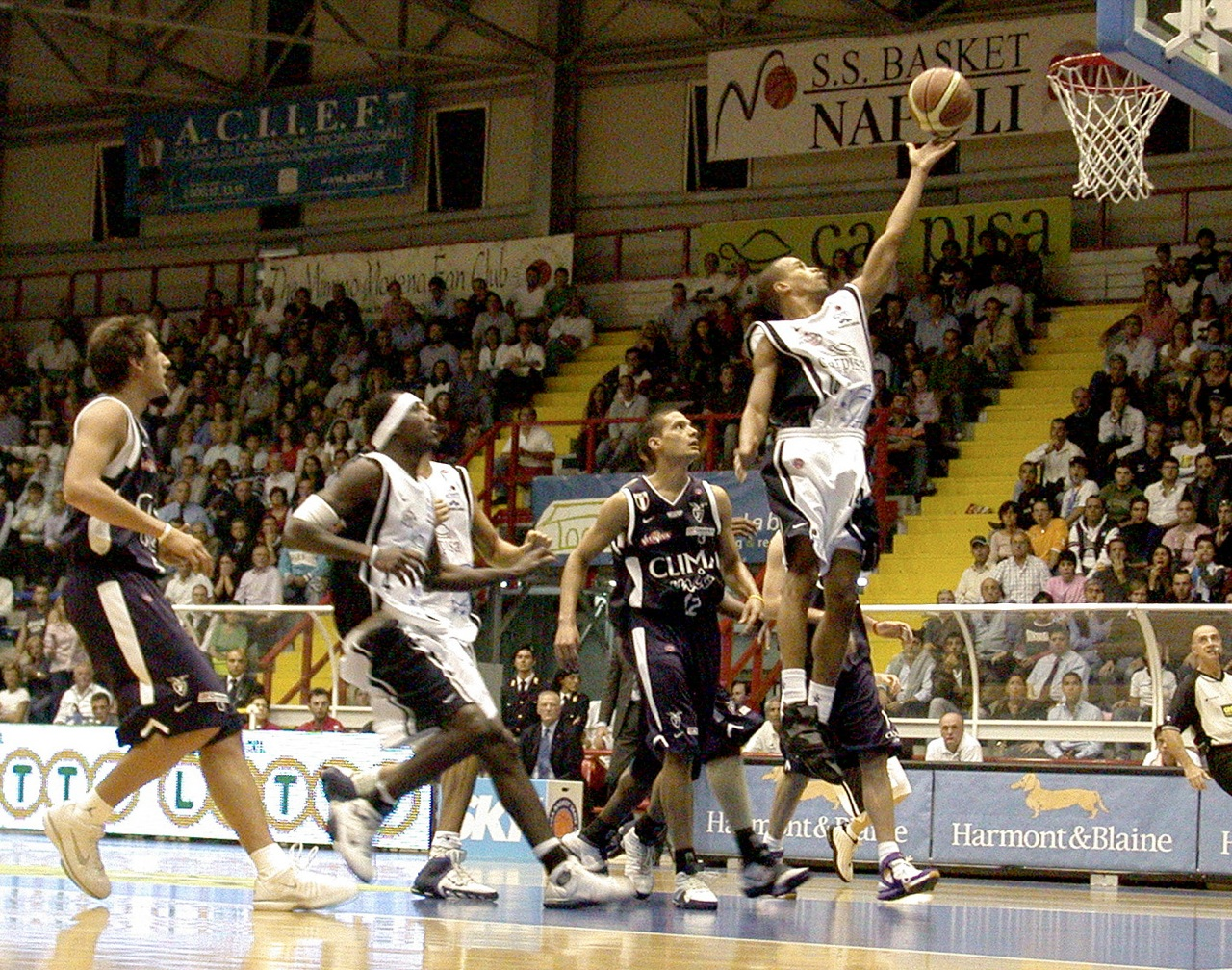
Lynn Greer (der.) ganó el premio en 2002 con Temple.

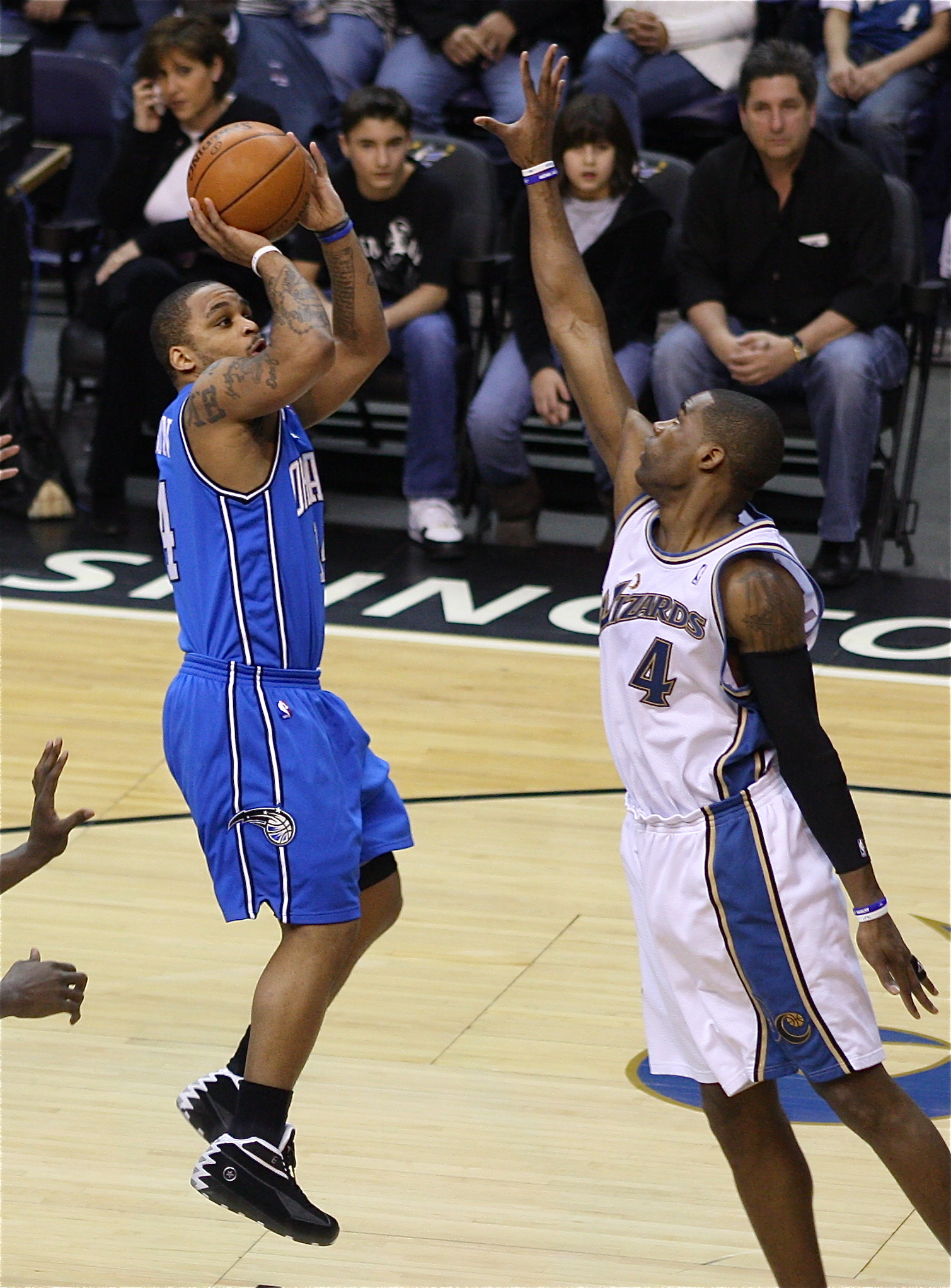
Jameer Nelson (izq.) ganó el premio en dos ocasiones con Saint Joseph's.

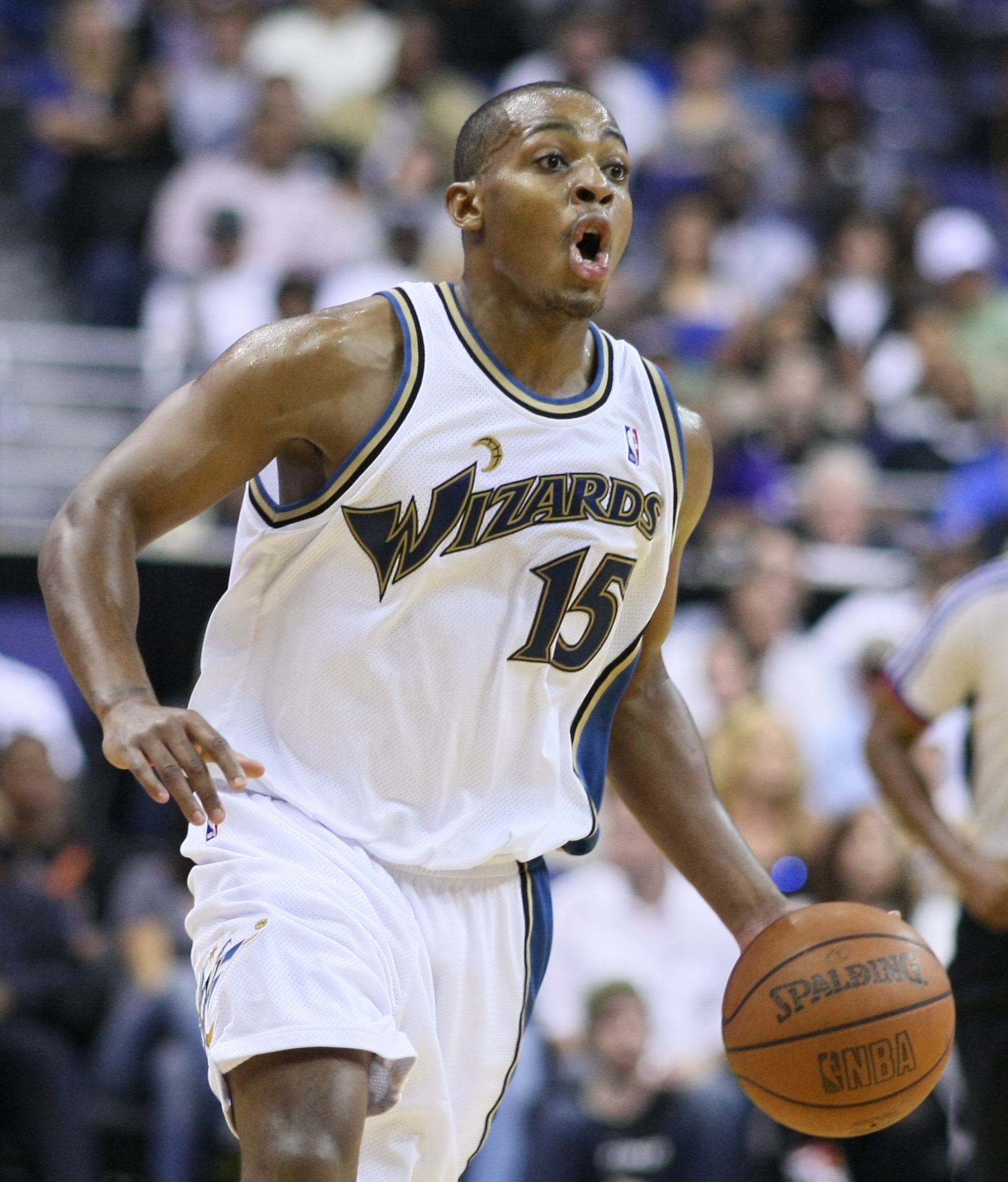
Randy Foye ganó el premio en 2006 con Villanova.

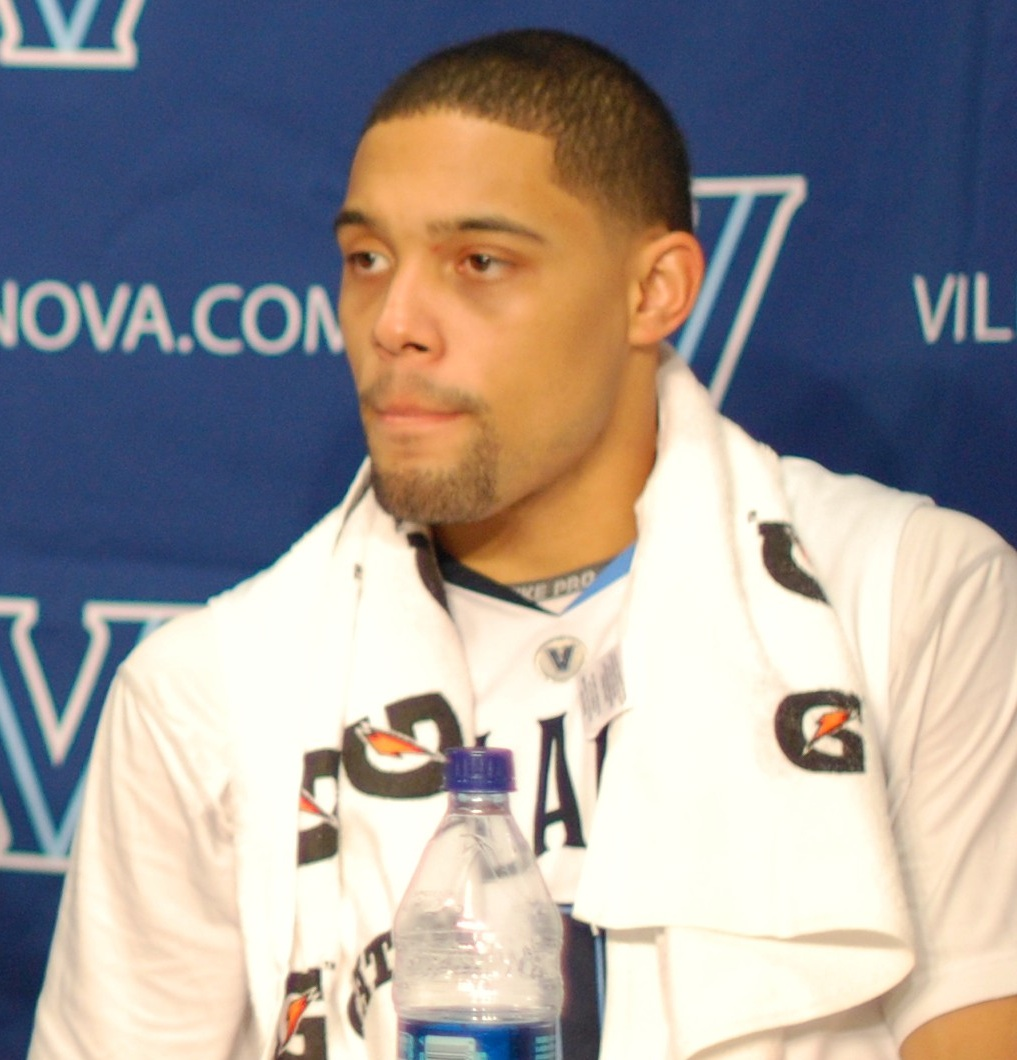
Scottie Reynolds ganó el premio en 2010 con Villanova.

| †           | CoJugadores del año                                                                                                 |
| *           | Ganador del premio al mejor universitario del año: el Naismith College Player of the Year o el John R. Wooden Award |
| Jugador (X) | Denota el número de veces que ha conseguido el galardón                                                             |

| Temporada | Jugador              | Universidad    | Posición        | Curso     | Referencia |
| --------- | -------------------- | -------------- | --------------- | --------- | ---------- |
| 1955–56   | Guy Rodgers          | Temple         | Base            | Sophomore |            |
| 1956–57   | Guy Rodgers (2)      | Temple         | Base            | Junior    |            |
| 1957–58   | Guy Rodgers (3)      | Temple         | Base            | Senior    |            |
| 1958–59   | Joe Spratt           | St. Joseph's   | Ala-Pívot       | Senior    |            |
| 1959–60   | Bill Kennedy         | Temple         | Base            | Senior    |            |
| 1960–61   | Bruce Drysdale       | Temple         | Escolta/Base    | Junior    |            |
| 1961–62   | Hubie White          | Villanova      | Escolta/Base    | Senior    |            |
| 1962–63†  | Wali Jones           | Villanova      | Escolta         | Junior    |            |
| 1962–63†  | Jim Lynam            | St. Joseph's   | Escolta         | Senior    |            |
| 1963–64†  | Steve Courtin        | St. Joseph's   | Escolta         | Senior    |            |
| 1963–64†  | Wali Jones (2)       | Villanova      | Escolta         | Senior    |            |
| 1964–65   | Jim Washington       | Villanova      | Ala-Pívot       | Senior    |            |
| 1965–66   | Bill Melchionni      | Villanova      | Escolta         | Senior    |            |
| 1966–67   | Cliff Anderson       | St. Joseph's   | Escolta/Alero   | Senior    |            |
| 1967–68   | Johnny Jones         | Villanova      | Escolta         | Junior    |            |
| 1968–69†  | Ken Durrett          | La Salle       | Ala-Pívot/Pívot | Sophomore |            |
| 1968–69†  | Howard Porter        | Villanova      | Pívot           | Sophomore |            |
| 1969–70   | Ken Durrett (2)      | La Salle       | Ala-Pívot/Pívot | Junior    |            |
| 1970–71   | Ken Durrett (3)      | La Salle       | Ala-Pívot/Pívot | Senior    |            |
| 1971–72†  | Corky Calhoun        | Penn           | Alero           | Senior    |            |
| 1971–72†  | Chris Ford           | Villanova      | Escolta         | Senior    |            |
| 1972–73   | Tom Ingelsby         | Villanova      | Escolta/Base    | Senior    |            |
| 1973–74   | Ron Haigler          | Penn           | Ala-Pívot       | Junior    |            |
| 1974–75   | Ron Haigler (2)      | Penn           | Ala-Pívot       | Senior    |            |
| 1975–76   | Charlie Wise         | La Salle       | Escolta         | Senior    |            |
| 1976–77   | Keven McDonald       | Penn           | Alero           | Junior    |            |
| 1977–78   | Michael Brooks       | La Salle       | Alero/Ala-Pívot | Sophomore |            |
| 1978–79†  | Tony Price           | Penn           | Escolta         | Senior    |            |
| 1978–79†  | Rick Reed            | Temple         | Escolta/Alero   | Junior    |            |
| 1979–80   | Michael Brooks (2)   | La Salle       | Alero/Ala-Pívot | Senior    |            |
| 1980–81   | John Pinone          | Villanova      | Ala-Pívot       | Sophomore |            |
| 1981–82†  | Jeffery Clark        | St. Joseph's   | Alero           | Senior    |            |
| 1981–82†  | John Pinone (2)      | Villanova      | Ala-Pívot       | Junior    |            |
| 1982–83†  | John Pinone (3)      | Villanova      | Ala-Pívot       | Senior    |            |
| 1982–83†  | Terence Stansbury    | Temple         | Escolta/Base    | Junior    |            |
| 1983–84   | Ralph Lewis          | La Salle       | Escolta         | Junior    |            |
| 1984–85   | Ed Pinckney          | Villanova      | Ala-Pívot       | Senior    |            |
| 1985–86   | Harold Pressley      | Villanova      | Escolta/Alero   | Senior    |            |
| 1986–87   | Nate Blackwell       | Temple         | Escolta         | Senior    |            |
| 1987–88   | Lionel Simmons       | La Salle       | Ala-Pívot       | Sophomore |            |
| 1988–89   | Lionel Simmons (2)   | La Salle       | Ala-Pívot       | Junior    |            |
| 1989–90   | Lionel Simmons* (3)  | La Salle       | Ala-Pívot       | Senior    |            |
| 1990–91   | Mark Macon           | Temple         | Escolta         | Senior    |            |
| 1991–92   | Randy Woods          | La Salle       | Base/Escolta    | Senior    |            |
| 1992–93   | Aaron McKie          | Temple         | Escolta         | Junior    |            |
| 1993–94   | Eddie Jones          | Temple         | Escolta         | Senior    |            |
| 1994–95   | Kerry Kittles        | Villanova      | Escolta         | Junior    |            |
| 1995–96   | Kerry Kittles (2)    | Villanova      | Escolta         | Senior    |            |
| 1996–97   | Rashid Bey           | St. Joseph's   | Base/Escolta    | Junior    |            |
| 1997–98   | Rashid Bey (2)       | St. Joseph's   | Base/Escolta    | Senior    |            |
| 1998–99   | Pepe Sánchez         | Temple         | Base            | Junior    |            |
| 1999–00   | Pepe Sánchez (2)     | Temple         | Base            | Senior    |            |
| 2000–01   | Marvin O'Connor      | St. Joseph's   | Escolta         | Senior    |            |
| 2001–02   | Lynn Greer           | Temple         | Base/Escolta    | Senior    |            |
| 2002–03   | Jameer Nelson        | St. Joseph's   | Base            | Junior    |            |
| 2003–04   | Jameer Nelson* (2)   | St. Joseph's   | Base            | Senior    |            |
| 2004–05   | Pat Carroll          | St. Joseph's   | Escolta/Alero   | Senior    |            |
| 2005–06   | Randy Foye           | Villanova      | Escolta         | Senior    | [ 1 ]      |
| 2006–07   | Ibrahim Jaaber       | Penn           | Base            | Senior    | [ 2 ]      |
| 2007–08†  | Pat Calathes         | St. Joseph's   | Alero/Escolta   | Senior    | [ 3 ]      |
| 2007–08†  | Mark Tyndale         | Temple         | Ala-Pívot       | Senior    | [ 4 ]      |
| 2008–09   | Ahmad Nivins         | St. Joseph's   | Alero           | Senior    | [ 5 ]      |
| 2009–10   | Scottie Reynolds     | Villanova      | Base/Escolta    | Senior    | [ 6 ]      |
| 2010–11   | Lavoy Allen          | Temple         | Ala-Pívot/Pívot | Senior    | [ 7 ]      |
| 2011–12   | Zack Rosen           | Penn           | Base            | Senior    | [ 8 ]      |
| 2012–13   | Khalif Wyatt         | Temple         | Escolta         | Senior    | [ 9 ]      |
| 2013–14   | James Bell           | Villanova      | Escolta         | Senior    | [ 10 ]     |
| 2014–15   | Darrun Hilliard      | Villanova      | Escolta         | Senior    |            |
| 2015–16   | DeAndre’ Bembry      | Saint Joseph's | Alero           | Junior    | [ 11 ]     |
| 2016–17   | Josh Hart            | Villanova      | Escolta         | Senior    | [ 12 ]     |
| 2017–18   | Jalen Brunson*       | Villanova      | Base            | Junior    | [ 13 ]     |
| 2018–19   | Phil Booth           | Villanova      | Base            | Senior    | [ 14 ]     |
| 2019–20   | Saddiq Bey           | Villanova      | Alero           | Sophomore | [ 15 ]     |
| 2020–21   | Collin Gillespie     | Villanova      | Base            | Senior    | [ 16 ]     |
| 2021–22   | Collin Gillespie (2) | Villanova      | Base            | Graduado  | [ 17 ]     |
| 2022–23   | Jordan Dingle        | Penn           | Escolta         | Junior    | [ 18 ]     |
| 2023–24   | Eric Dixon           | Villanova      | Ala-Pívot       | Senior    | [ 19 ]     |

## Ganadores por universidad
| Universidad  | Premios | Años |
| ------------ | ------- | --- |
| Villanova    | 27      | 1962, 1963†, 1964†, 1965, 1966, 1968, 1969†, 1972†, 1973, 1981, 1982†, 1983†, 1985, 1986, 1995, 1996, 2006, 2010, 2014, 2015, 2017, 2018, 2019, 2020, 2021, 2022, 2024 |
| Temple       | 17      | 1956, 1957, 1958, 1960, 1961, 1979†, 1983†, 1987, 1991, 1993, 1994, 1999, 2000, 2002, 2008†, 2011, 2013                                                                |
| St. Joseph's | 14      | 1959, 1963†, 1964†, 1967, 1982†, 1997, 1998, 2001, 2003, 2004, 2005, 2008†, 2009, 2017                                                                                 |
| La Salle     | 11      | 1969†, 1970, 1971, 1976, 1978, 1980, 1984, 1988, 1989, 1990, 1992 |
| Penn         | 8       | 1972†, 1974, 1975, 1977, 1979†, 2007, 2012, 2023 |